# Окельбу (комуна)
Комуна Окельбу (швед. Ockelbo kommun) — адміністративно-територіальна одиниця місцевого самоврядування, що розташована в лені Євлеборг.
Окельбу 104-а за величиною території комуна Швеції. Адміністративний центр комуни — місто Окельбу.

## Населення
Населення становить 5 881 чоловік (станом на вересень 2012 року). 
| Кількість населення комуни Окельбу за 1970-2010 роки | Кількість населення комуни Окельбу за 1970-2010 роки | Кількість населення комуни Окельбу за 1970-2010 роки | Кількість населення комуни Окельбу за 1970-2010 роки | Кількість населення комуни Окельбу за 1970-2010 роки |
| ---------------------------------------------------- | ---------------------------------------------------- | ---------------------------------------------------- | ---------------------------------------------------- | ---------------------------------------------------- |
| Рік                                                  |                                                      |                                                      | Населення                                            |                                                      |
| 1970                                                 | 1970                                                 |                                                      | 6 725                                                | 6 725                                                |
| 1975                                                 | 1975                                                 |                                                      | 6 410                                                | 6 410                                                |
| 1980                                                 | 1980                                                 |                                                      | 6 663                                                | 6 663                                                |
| 1985                                                 | 1985                                                 |                                                      | 6 438                                                | 6 438                                                |
| 1990                                                 | 1990                                                 |                                                      | 6 484                                                | 6 484                                                |
| 1995                                                 | 1995                                                 |                                                      | 6 478                                                | 6 478                                                |
| 2000                                                 | 2000                                                 |                                                      | 6 189                                                | 6 189                                                |
| 2005                                                 | 2005                                                 |                                                      | 6 051                                                | 6 051                                                |
| 2010                                                 | 2010                                                 |                                                      | 5 936                                                | 5 936                                                |
| Джерело: SCB                                         |                                                      |                                                      |                                                      |                                                      |

## Населені пункти
Комуні підпорядковано 4 міські поселення (tätort) та низка сільських, більші з яких:
- Окельбу (Ockelbo)
- Єдраос (Jädraås)
- Лінгбу (Lingbo)
- Омут (Åmot)

## Галерея

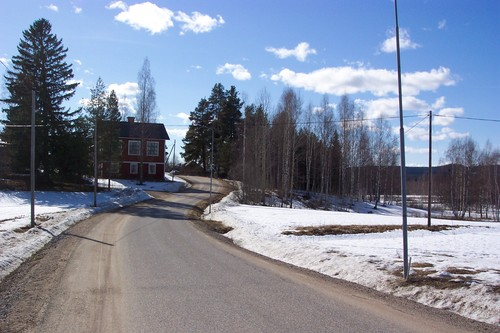
Школа (Томтнес)
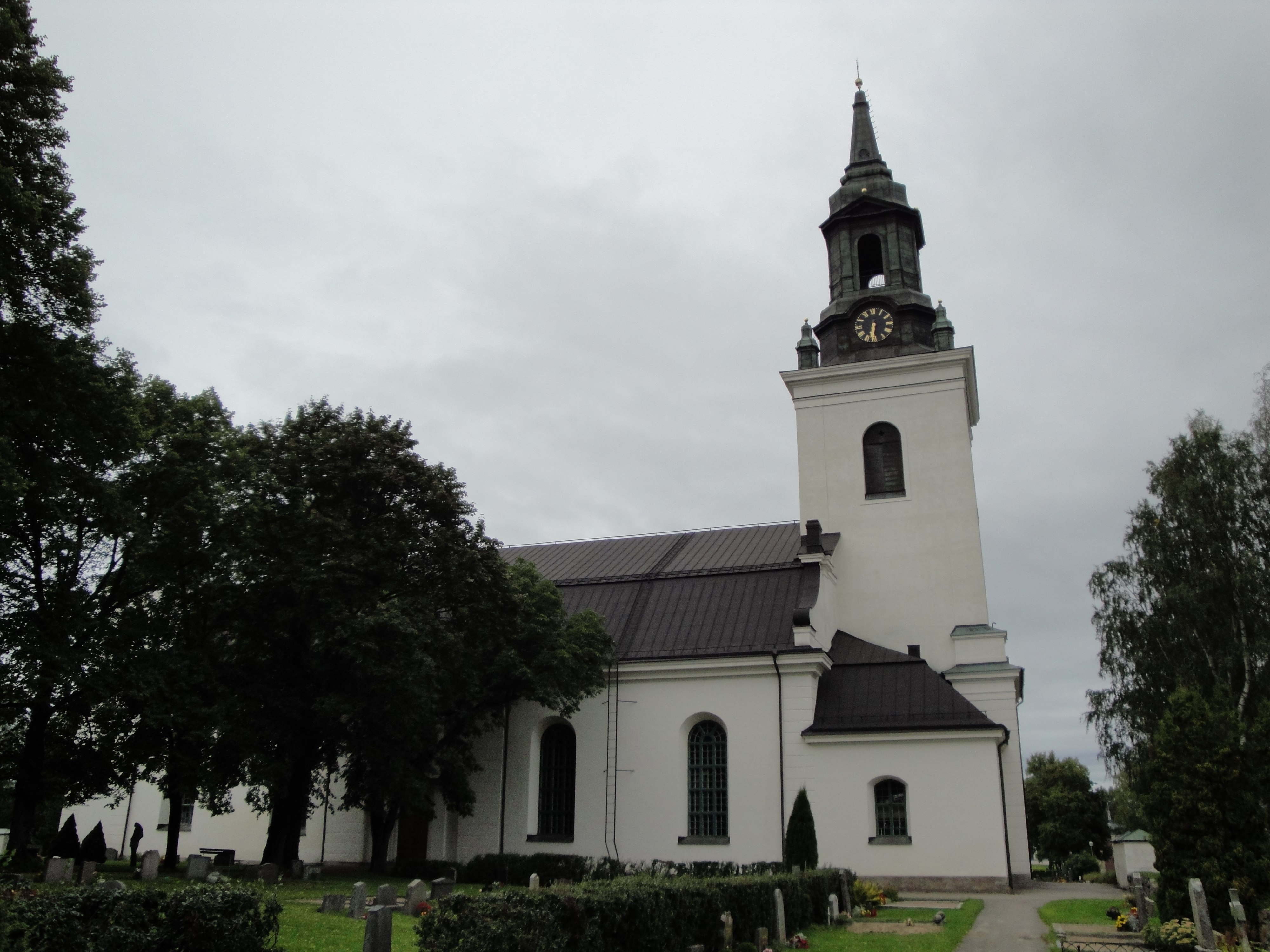
Церква (Окельбу)
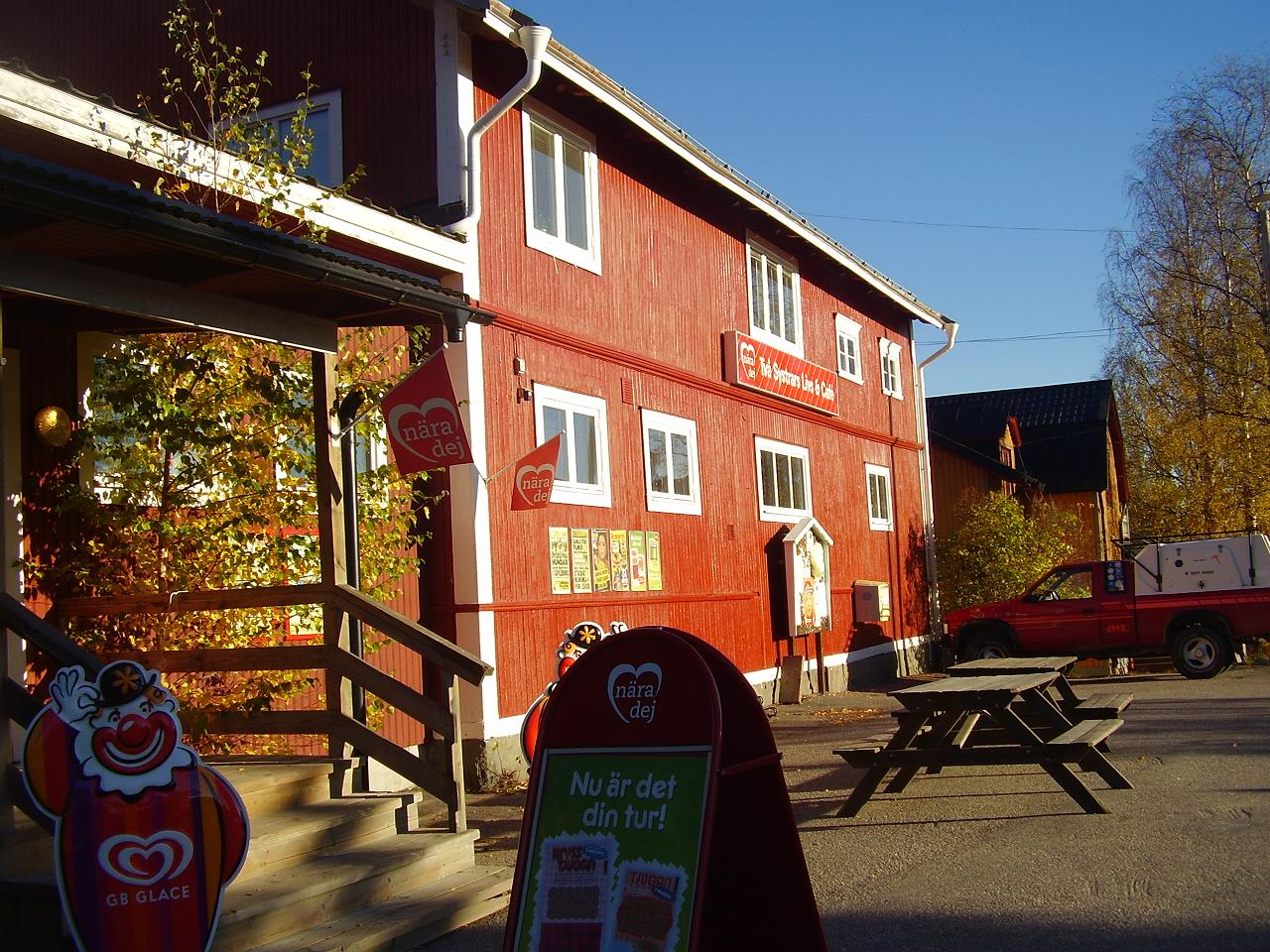
Містечко Лінгбу
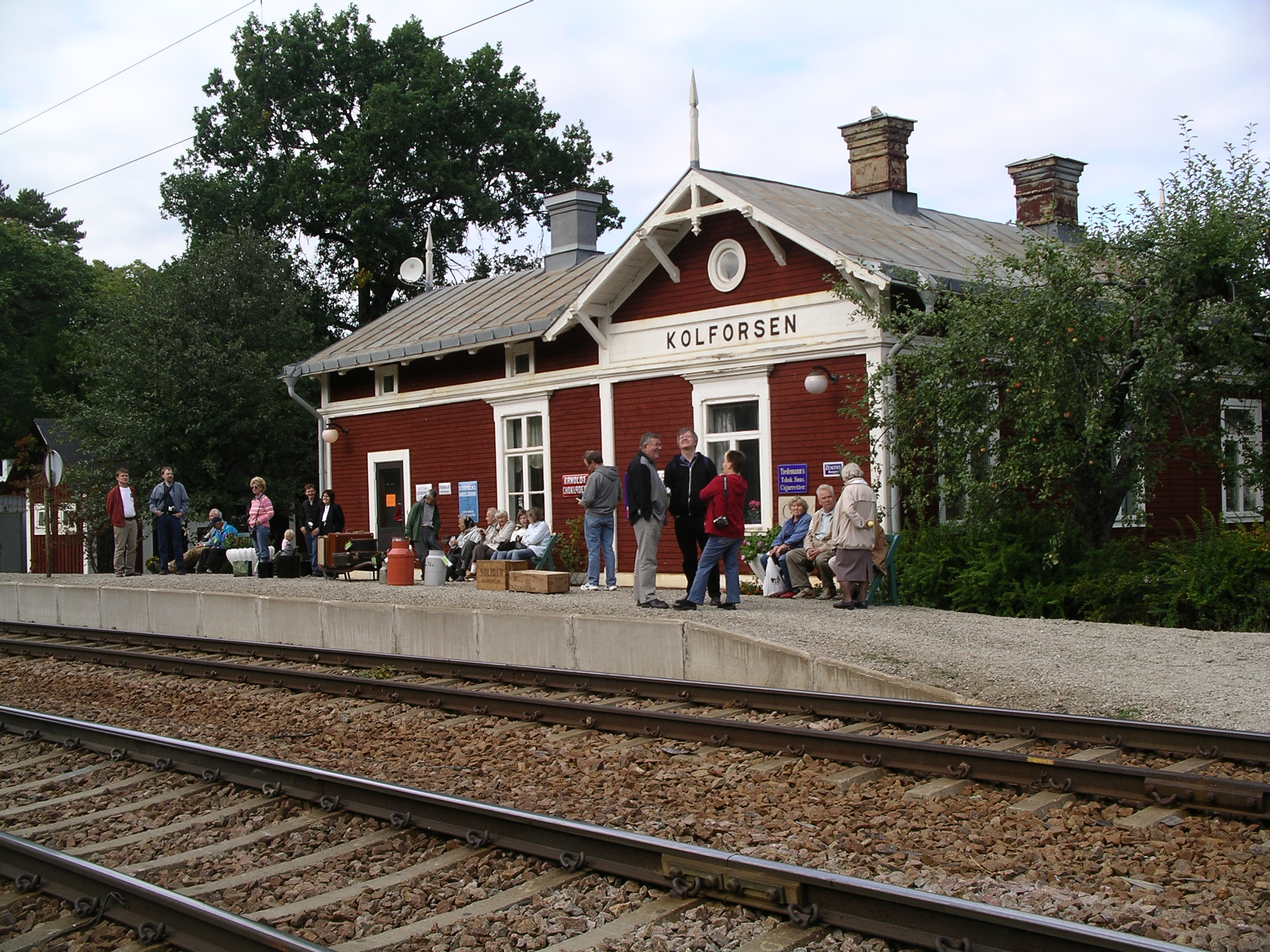
Залізнична станція Кульфорсен

## Виноски
1. ↑  Folkmangd i riket, lan och kommuner (шв.) . Центральне бюро статистики Швеції. Архів оригіналу за 20 серпня 2013. Процитовано 3 лютого 2013.